# Ramesh Agrawal
Ramesh Agrawal é um assistente social indiano, proprietário de um cibercafé e ambientalista de base de Chhattisgarh. Ele foi agraciado com o Prémio Ambiental Goldman em 2014 pelos seus esforços em organizar protestos contra certos planos de industrialização na região e, em particular, por informar os cidadãos sobre as consequências ambientais e sociais da projetada mineração de carvão em grande escala.